# Euthalia merta
Euthalia merta es una especie de mariposa de la familia Nymphalidae (subfamilia Limenitidinae).

## Subespecies
- Euthalia merta merta
- Euthalia merta milleri
- Euthalia merta tioma
- Euthalia merta schoenigi
- Euthalia merta prisca
- Euthalia merta pseudomerta
- Euthalia merta phantasma
- Euthalia merta apicalis
- Euthalia merta lautensis

## Distribución
Esta especie de mariposa y sus subespecies se distribuyen en Malasia, Singapur, Sumatra, Borneo, Assam, Nias y Filipinas.